# Las Gaitas de las Locas
Las Gaitas de las Locas son una serie de canciones de los músicos  Simón Díaz y  Hugo Blanco pertenecientes al género de la gaita zuliana.Desde finales de la década de 1960 las canciones fueron publicadas periódicamente combinando chistes y estribillos con contenido ofensivo sobre la comunidad sexo diversa.
Debido a sus contenidos provocó una de las primeras manifestaciones de grupos sexo diversos en Venezuela, lo que ocasionó las disculpas de Simón Díaz y su solicitud a la disquera para evitar que fueran reeditadas.

## Contexto
En la década de 1970 se mantuvieron políticas de criminalización contra algunos sectores de la comunidad sexo diversa.Las fuerzas de seguridad del Estado cometieron detenciones arbitrarias y en algunos medios de comunicación de forma sensacionalista se les calificaba como anormales y pederastas.
En sectores de la cultura y la prensa se empezaron a volver recurrentes los estereotipos y bromas asociados a los homosexuales. Ejemplo de esto fue la canción Transformista del Sexteto Juventud en la cual se presentaba una visión negativa de los homosexuales.

## Producción
Desde la década de 1960 el músico Simón Díaz comenzó a resaltar por algunas de sus canciones y su participación en programas de corte humorístico. Por esos años inició una colaboración con el músico Hugo Blanco, con el cual produjo una serie de temas de diversos géneros, entre ellos gaitas propias de la Navidad venezolana. Blanco se encargaba de componer la música y Díaz colaboraba en las letras y era el intérprete.
En 1966 se grabó el disco Gaitas y Parrandas con Simón, logrando una buena aceptación, por lo que periódicamente deciden reeditarlo con nuevas versiones de las gaitas. Estas composiciones combinaban chistes y estribillos sobre diversos temas de la sociedad venezolana. Entre las canciones que se editaron se encontraban las gaitas de los borrachitos, de los margariteños, de Carlos Andrés y Lorenzo (candidatos presidenciales).
Las Gaitas de las Locas fue una serie de canciones parte de estos discos donde se presentaba una imagen caricaturizada de los homosexuales.Estas canciones también llegaron a alcanzar popularidad, aunque despertó el descontento dentro de la comunidad sexo diversa que lo criticaron como un ataque a su identidad.
En la década de 1980 volvieron ser editadas y popularizadas, aunque esta vez con la colaboración de Hugo Blanco y el comediante Joselo, el hermano de Simón Díaz.

## Contenido
En las canciones se encontraban «chistes» y estribillos con contenidos estereotipados sobre las conductas homosexuales. En uno se decía:
«Una ‘loca’ llama por teléfono a un restaurante y pregunta: ¡Señor, ¿qué tienen de bueno para comer hoy? La voz, por demás masculina, responde: Tenemos un cóctel de mariscos a lo que éste emocionado y en tono de reclamo dice: ¿Y por qué no me invitaron?».
Mientras que en un estribillo se repetía:
«Qué loca tan loquita. Qué loquita tan loca. ¡Ua! ¡Ua! Por ahí le dicen Mari… Mari… Mariposa, pero se le nota ¡cómo goza! Él se siente feliz como una lombriz. ¡Ua! ¡Ua! Esa periquita hoy se ve coqueta. Mueve la colita y hace morisquetas».

## Recepción
En 1976, mientras Díaz estaba promocionando uno de sus discos en una emisora radial, una manifestación se presentó para protestar por el contenido homofóbico de las canciones.Luego del incidente el músico manifestó su arrepentimiento por el contenido y le solicitó a la disquera, Palacio de la Música, no volver a publicarlas.Esta provocó que su relación profesional y personal con Blanco se deteriora y concluyeran sus colaboraciones.
Tras la manifestación en contra de las canciones, el presidente de la Cámara de Radio, Pablo Sosa, expresó su desacuerdo con la grabación de contenidos ofensivos contra la comunidad sexo diversa. Expresó que «(...) Podrán vender mucho, pero están lesionando a venezolanos que son tan venezolanos como los normales (...) esa gente tiene sus problemas, pero no tiene por qué estar en la palestra pública, sometida a la burla del resto de los venezolanos.»
Para algunos autores, las canciones fomentaron y reforzaron la formación de estereotipos asociados a las personas sexo diversas.Consideraron que en las letras se hicieron evidentes el machismo imperante en la sociedad venezolana, la agresividad y represión en contra de personas sexo diversas y la patologización de la homosexualidad.
Otros autores mencionaron que estas series de canciones abrieron las puertas a la aparición de sketches donde se sistematizó la imagen caricaturesca de los homosexuales en programas «humorísticos» de televisión como algunos de RCTV (Radio Rochela) y Venevisión (Bienvenidos y Cheverisimo).
En los años 80 resurgieron, pero esta vez interpretadas por Joselo. Contando a menudo con la participación del humorista aragüeño Henry Rodríguez.